# ریوما کیدا
ریوما کیدا (ژاپنی: 氣田 亮真؛ زادهٔ ۱۲ اوت ۱۹۹۷) یک بازیکن فوتبال اهل ژاپن است.
از باشگاه‌هایی که در آن بازی کرده‌است می‌توان به باشگاه فوتبال و-واران ناگاساکی اشاره کرد.